# Pembroke (Massachusetts)
Pembroke és una població dels Estats Units a l'estat de Massachusetts. Segons el cens del 2000 tenia 16.927 habitants.

## Demografia
Segons el cens del 2000, Pembroke tenia 16.927 habitants, 5.750 habitatges, i 4.553 famílies. La densitat de població era de 299,2 habitants/km².
Dels 5.750 habitatges en un 40,8% hi vivien nens de menys de 18 anys, en un 66,7% hi vivien parelles casades, en un 8,9% dones solteres, i en un 20,8% no eren unitats familiars. En el 16,7% dels habitatges hi vivien persones soles el 6,2% de les quals corresponia a persones de 65 anys o més que vivien soles. El nombre mitjà de persones vivint en cada habitatge era de 2,92 i el nombre mitjà de persones que vivien en cada família era de 3,31.
Per edats la població es repartia de la següent manera: un 28,6% tenia menys de 18 anys, un 5,9% entre 18 i 24, un 32,8% entre 25 i 44, un 24,3% de 45 a 60 i un 8,3% 65 anys o més.
L'edat mediana era de 36 anys. Per cada 100 dones de 18 o més anys hi havia 93,7 homes.
La renda mediana per habitatge era de 65.050 $ i la renda mediana per família de 74.985$. Els homes tenien una renda mediana de 50.778 $ mentre que les dones 36.581$. La renda per capita de la població era de 27.066$. Entorn del 3,7% de les famílies i el 4,8% de la població estaven per davall del llindar de pobresa.